# 新十字門站
新十字門站（英語：New Cross Gate station）是倫敦的一個鐵路車站，位於新十字地區。新十字門站是倫敦地上鐵东伦敦线，和英国国铁布萊頓主線的車站，位於倫敦第2收費區。

## 外部連結
- 列车时刻表及车站信息：新十字門站，来自英国铁路官方网站